# Ashildr
 (août 2018).
Si vous disposez d'ouvrages ou d'articles de référence ou si vous connaissez des sites web de qualité traitant du thème abordé ici, merci de compléter l'article en donnant les références utiles à sa vérifiabilité et en les liant à la section « Notes et références ».
Ashildr Einarrsdottir, Ashildr ou simplement surnommée « Moi », est un personnage secondaire de la neuvième saison de la série télévisée britannique Doctor Who. Elle est incarnée dans la série par l'actrice Maisie Williams, et apparaît dans cinq épisodes : La Fin d'une vie, Une vie sans fin, Le Corbeau, Descente au paradis, et Montée en enfer.

## Biographie fictive

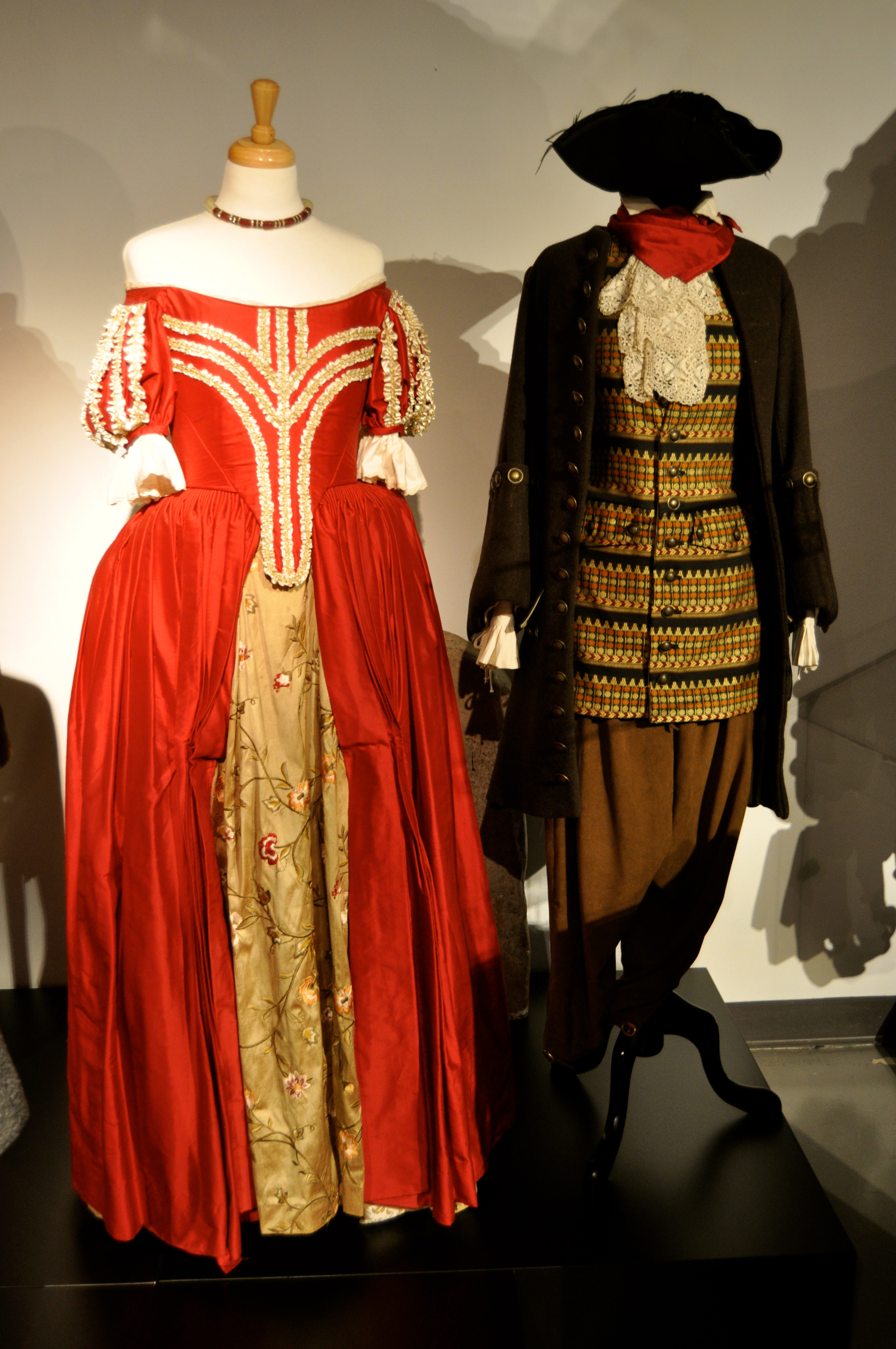
Les costumes d'Ashildr en tant que courtisane (à gauche) et bandit de grand chemin (à droite) dans l'Angleterre du milieu du XVIIe siècle.

Ashildr, fille d'Einarr, est une jeune femme viking aperçue en premier lieu dans l'épisode La Fin d'une vie, où elle mène une vie tranquille avec son père, bien que sa mère ne soit jamais vue.
Lorsque son village est attaqué par les guerriers du Bourbier et que le Docteur se retrouve du côté des vikings, c'est elle qui déclenche les hostilités en déclarant un duel à mort entre les survivants de son peuple et les agresseurs. Le Docteur se servira de sa grande imagination pour faire halluciner les guerriers, qui voient en une proue de Drakkar un gigantesque serpent de mer.
Cependant, la machine utilisée pour effrayer les guerriers aliens a puisé dans les ressources de la jeune femme, et celle-ci est morte d'insuffisance cardiaque. Le Docteur décide de tout tenter pour la sauver en lui incorporant un kit d'immortalité dans le corps, ce qui la ressuscite. Le Docteur, inquiet, lui donne un deuxième kit avant de partir pour qu'elle puisse le donner à la personne qu'elle aimera le plus, car elle est devenue éternelle.
On s'aperçoit, dans la dernière scène de l'épisode, qu'Ashildr se rend compte de l'horreur de l'immortalité.
Par la suite, elle prend son destin en main et devient successivement reine, mère durant la peste noire, guerrière à Azincourt, guérisseuse dans un village, cambrioleuse puis courtisane dans l'Angleterre de 1651. Au fil du temps, elle a oublié son nom à cause de sa mémoire humaine limitée, et se nomme donc elle-même "Moi". Désespérée de ne pouvoir voyager dans l'Univers et d'avancer lentement du passé vers le futur, elle se met en quête d'une solution pour retrouver le Docteur. Le dernier des Léoniens, un lion humanoïde nommé Leandro, lui propose de l'emmener dans l'espace à l'aide de l'œil d'Hadès, une relique manipulant la vie et la mort, alors en possession d'une riche aristocrate britannique.
Dans l'épisode Une vie sans fin, le Docteur se retrouve par hasard en sa compagnie, et ensemble ils décident de retrouver la relique après une halte au manoir d'Ashildr. Bien qu'ils tombent sur le bandit Sam Swift, l'ennemi juré de "Moi", l'expédition réussit. Seulement, pour ouvrir le passage dimensionnel, il faut le sacrifice d'une âme. "Moi" tente de prendre un vieux serviteur, mais le Docteur qui a découvert le pot aux roses l'arrête. Leandro et "Moi" l'attachent dans une pièce du manoir et appellent la garde, avant de se rendre à la pendaison de Sam Swift, qu'ils vont utiliser pour ouvrir le passage.
En soudoyant les gardes, le Docteur se rend au lieu de l'exécution et tente d'empêcher "Moi" d'utiliser l'œil d'Hadès. Sa manœuvre échoue, Sam meurt et un portail se dessine dans le ciel, laissant entrer les armées Léoniennes. Se sentant trahie par son complice, "Moi" panique et décide d'aider le Docteur à réparer sa faute. En donnant le kit d'immortalité à Sam Swift, le portail s'efface, Leandro est désintégré par ses pairs qui l'accusent de trahison et le condamné ressuscite.
Dans une taverne, le Docteur et "Moi" parlent tranquillement des actions des uns et des autres. "Moi" se résigne à protéger la Terre des accidents que le Docteur pourrait provoquer, ce qu'il prend pour une provocation. À la fin de l'épisode, lorsque Clara montre au Docteur une photo d'elle et d'une élève devant un jardin public, le Seigneur du Temps remarque en arrière plan la silhouette d'Ashildr, qui sourit à l'objectif.

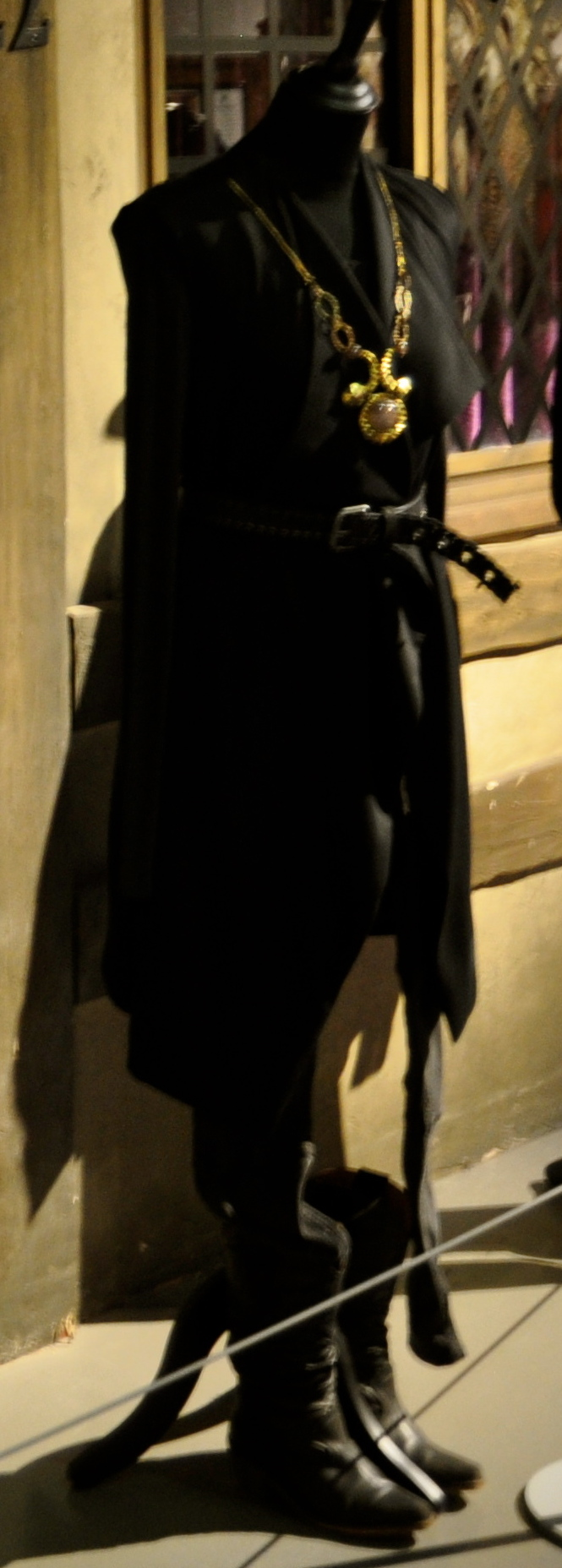
Costume d'Ashildr en tant que maire de la rue-piège.

Quelque temps plus tard, « Moi » est devenue maire d'une rue invisible de Londres, abritant nombres d'espèces extraterrestres qui espèrent y trouver refuge. Contactée par les Seigneurs du Temps pour piéger le Docteur, celle-ci condamne à mort pour un soi-disant meurtre le jeune Rigsy, un graffeur ami de Clara Oswald vu dans l'épisode À Plat. Un décompte se tatoue dans son cou, et le jeune homme inquiet contacte le TARDIS pour en savoir plus. Le Docteur, Clara et Rigsy se rendent alors dans la rue-piège et y apprennent les dures conditions de vies des habitants : en cas d'infraction, une ombre quantique sous forme de corbeau les tue sans autre forme de procès.
Pendant que le Docteur élucide le mystère de ce coup monté avec l'enfant de la prétendue victime du meurtre, une Janus (une humaine bicéphale), Clara prend la condamnation de Rigsy sur ses épaules et reçoit le décompte sur sa nuque. Malheureusement, "Moi" leur annonce que le processus est irréversible et que Clara va bientôt mourir. Le Docteur, ulcéré, la menace pour qu'elle fasse quelque chose, bien qu'elle soit impuissante. Le Seigneur du Temps assiste effondré à la mort de Clara, assassinée par l'ombre.
Mais « Moi » n'a pas terminé sa tâche. Pour obéir à ses commanditaires, elle téléporte le Docteur enragé dans son journal de confession, où il restera enfermé pendant quatre milliards et demi d'années avant de s'enfuir.
Dans les événements de Montée en enfer, le Docteur vole un TARDIS et fuit avec Clara qu'il a extraite du passé avant sa mort, mais se fait aborder par quatre coups toqués à la porte (en référence aux quatre battements de cœurs d'un Seigneur du Temps, qui ont rendu le Maître fou). Le Docteur découvre Ashildr, ayant accédé à l'honneur de devenir une Dame du Temps, confortablement installée sur les ruines de Gallifrey et contemplant la fin proche de l'Univers. Lui et elle discutent longuement de l'Hybride, une légende gallifreyenne dans laquelle le Docteur s'est reconnu, et émettent plusieurs hypothèses à son sujet. Ashildr finit par trancher : l'Hybride est une entité formée du Docteur et de Clara Oswald, qui sont ensemble plus dangereux que tout dans l'Univers. Le Docteur contrarié l'invite à bord du TARDIS et tente d'effacer la mémoire de Clara pour qu'elle puisse mener une vie normale ; mais elle refuse et met au défi le Docteur, prétendant avoir réussi à « inverser la polarité ». Effectivement, c'est le Docteur qui se retrouve amnésique et seul, dans le désert américain. Le TARDIS volé de Clara et Ashildr est allé chercher le TARDIS du Docteur, redécoré pour l'occasion par Rigsy, avant de se poser aux États-Unis sous la forme du Dinner vu dans la saison 6. Le Docteur y prend un repas et raconte son histoire à Clara sans qu'il la reconnaisse, avant que le Dinner ne décolle et ne laisse le Docteur face à sa machine temporelle.
Clara et Ashildr s'envolent dans l'espace et Ashildr lui demande ce qu'elle compte faire, à cause du fait que Clara soit en sursis temporel. Clara répond qu'elle veut revenir sur Gallifrey pour mourir comme prévu, mais décide de prendre "le chemin le plus long" avant cela, et donc d'explorer l'Univers.
Un roman sur sa vie, The legends of Ashildr, est sorti en 2015 avec l'approbation de la BBC.